# シカゴ大火

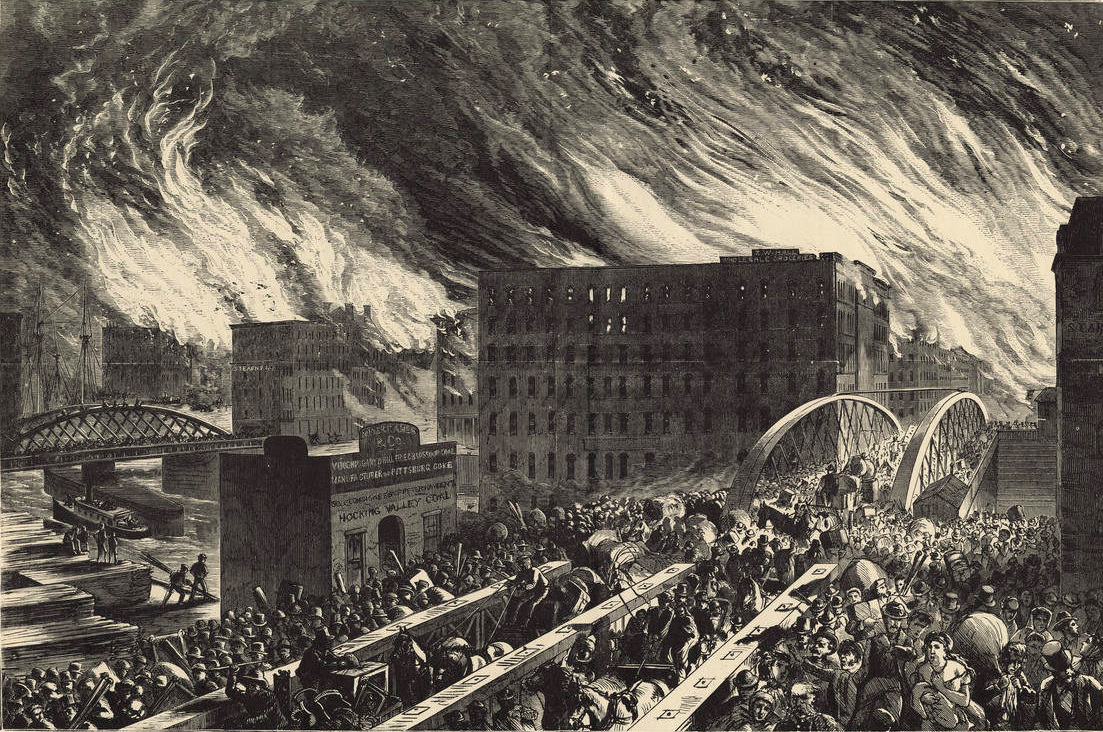
ジョン・R・チェーピンの描くシカゴ大火 (ハーパーズ・ウィークリー誌より)

シカゴ大火（シカゴたいか、Great Chicago Fire）とは、1871年10月8日夜にアメリカ合衆国・イリノイ州シカゴ市内で発生した大規模火災のこと。

## 概要

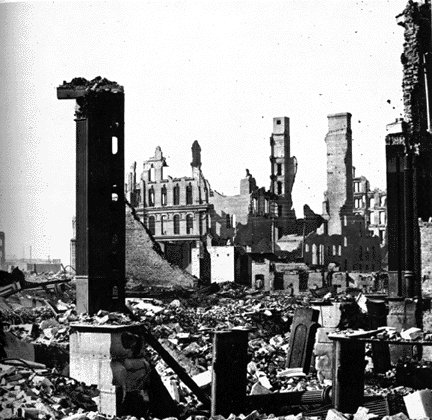
鎮火後のシカゴの様子（1871年撮影）

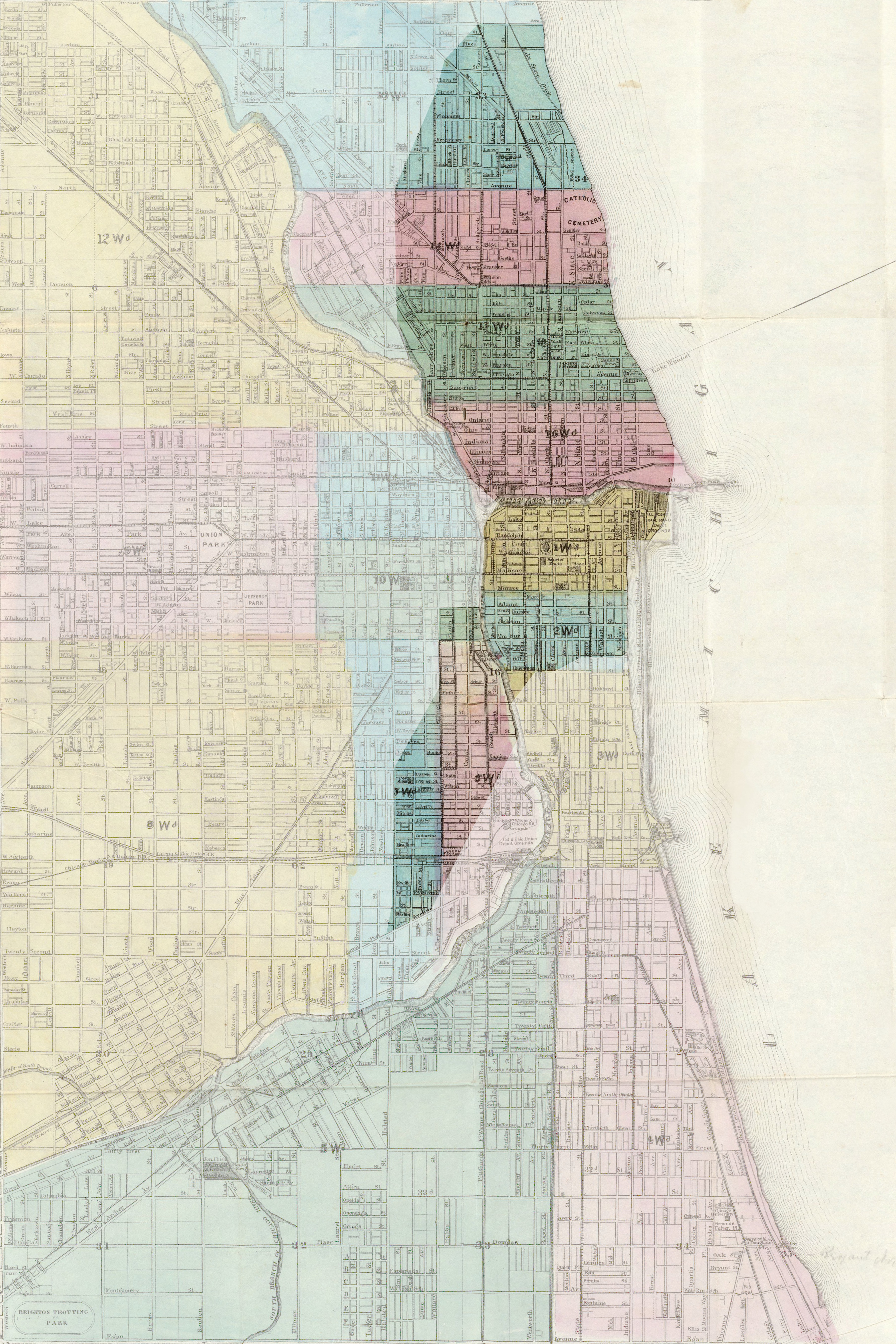
1868年に作成された地図に、2009年に火災範囲を書き込んだシカゴの地図

### 出火原因
真の出火原因は不明。

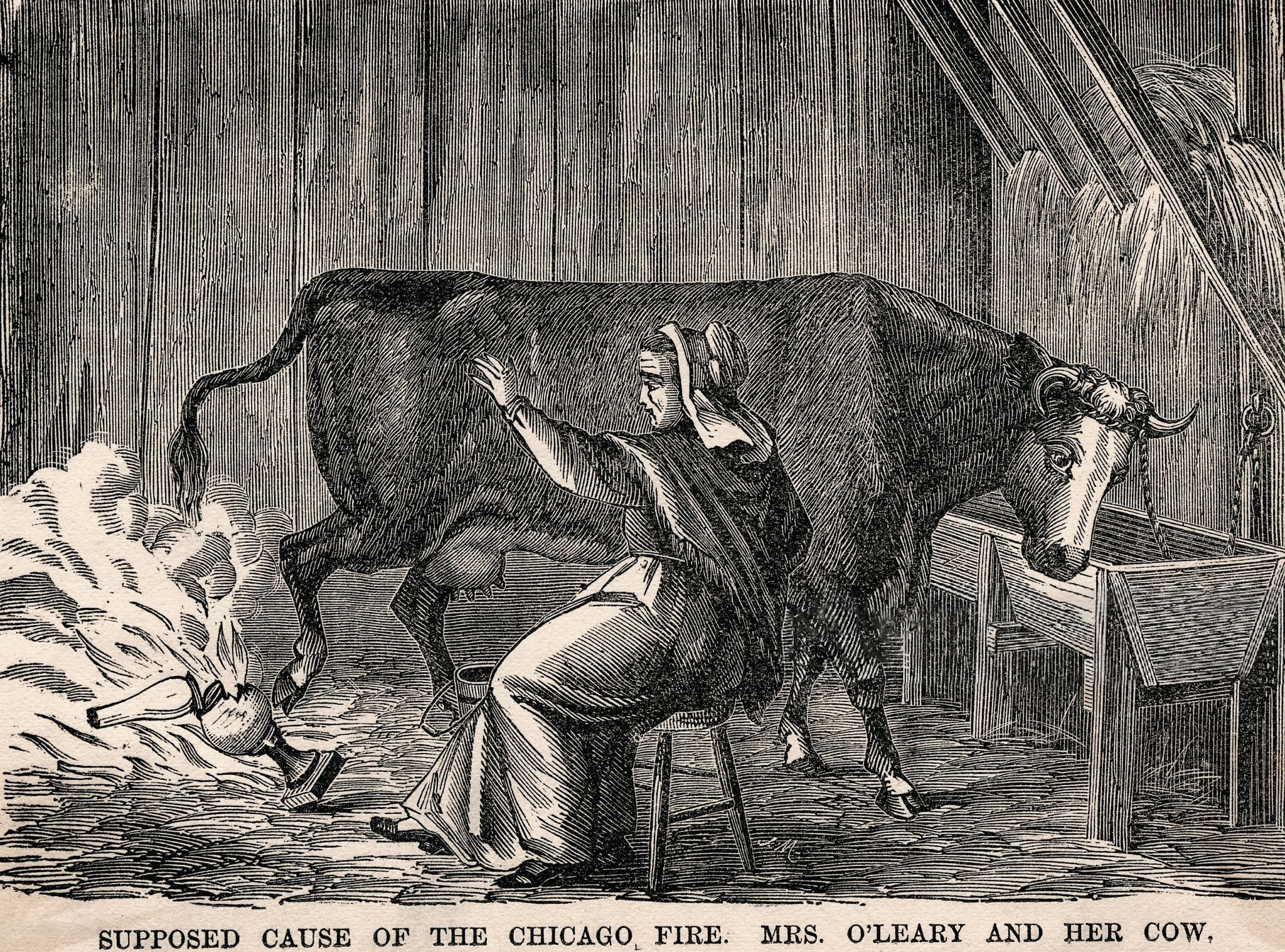
ハーパース・マガジンに掲載されたオレアリーの"失火"の挿絵

なお、よく知られる伝説として、シカゴ市南西部居住のキャサリン・オレアリー（後にギャンブラーとして成功する、ジェームズ・オレアリーの母）が牛舎で牛の搾乳をしようとした際にランタンが牛に蹴られて倒れ出火したとされるが、これは当時の新聞記者（シカゴ・リパブリカン紙 (Republican newspaper in Chicago)）による捏造であったことを、同紙記者であったマイケル・アハーンが1893年に認めている。
キャサリンは、貧しいアイルランド系移民のカトリック教徒だったため、反アイルランド感情が強かった当時のシカゴにおいてスケープゴートにされた格好であった。マイケル・アハーン記者の告白をもってしても疑惑を払拭することはできず、オレアリー家には以後も噂がつきまとい、キャサリン・オレアリーは1895年に死去した。シカゴ市議会がオレアリー家と牛を正式に無罪としたのは、1997年になってのことだった。

### 被害拡大
被害拡大の理由としては、異常乾燥、強風のほか、消防機関の連絡ミスなどが重なったためと見られている。

### 被害
死者250人以上、17,400以上の建造物が全焼。鎮火した10月10日早朝までに2,000エーカー（約800ヘクタール）以上を焼き尽くした。被害額は当時にして約2億ドル、家を失った人は10万人に上ったという。

### 火災の余波
19世紀を通してアメリカ史上最大の災害であり、多くの被害を出したと同時に、シカゴ市の再開発を進展させた契機として知られている。古い建物が軒並み焼け落ちたため、大規模な建築を可能とする広い空間が出来た。また被災後、市は木造住宅を禁止し、煉瓦、石造、鉄製を推奨したため、多くの建築家の手により、後に摩天楼といわれる高層建築物の建設ラッシュが始まった。